# 达山村屠杀
达山村屠杀（Đắk Sơn massacre），是北越军于越南战争中犯下的屠杀平民罪行。
1967年12月5日，一支北越军队开到南越多乐省达山村，进行“报复性”攻击，该村驻有2,000名山民。有600名士兵开进村，用火焰喷射器和枪支杀死男人女人和小孩。